# Neuenmarkt

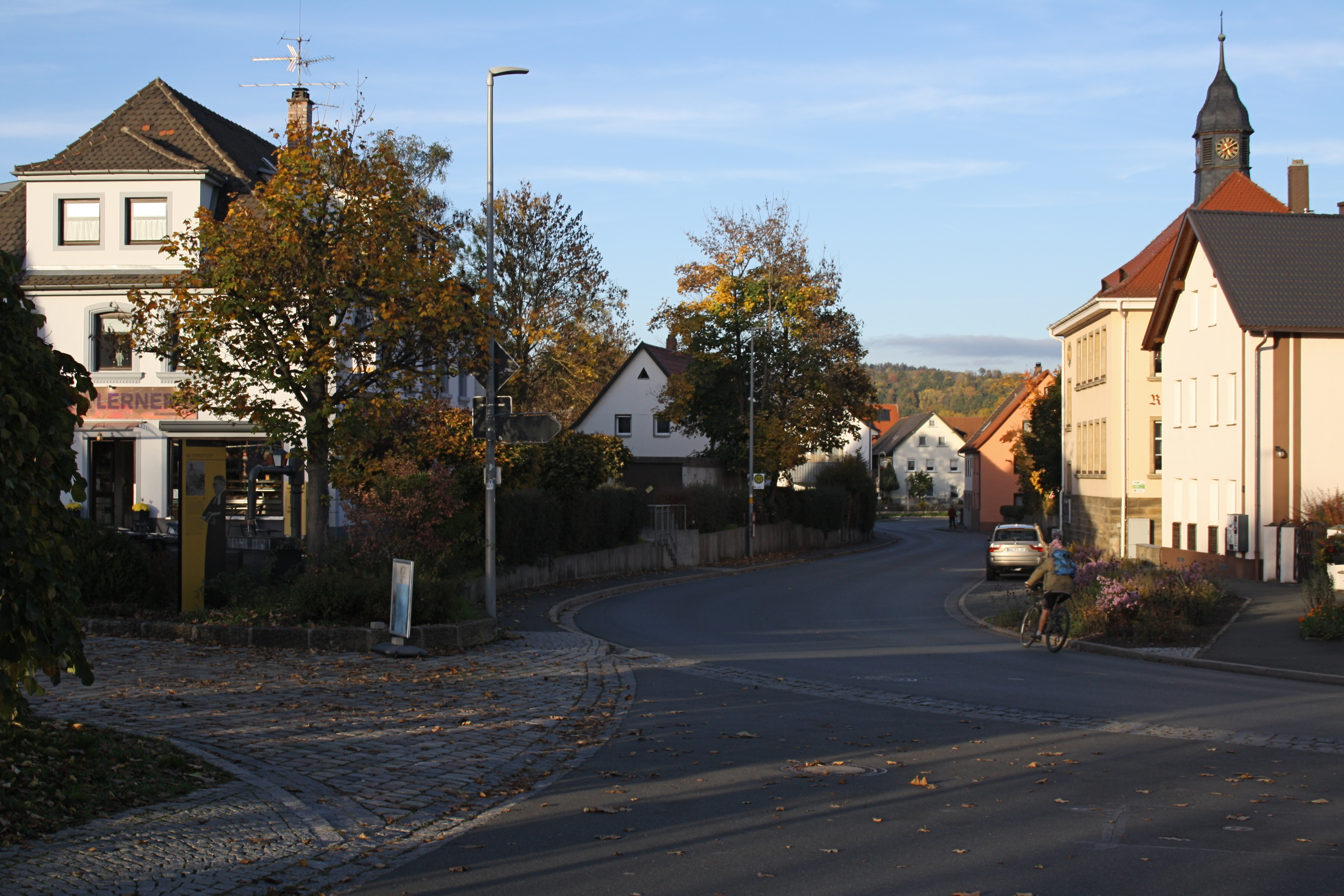
Hauptstraße und Rathaus im alten Schulhaus (rechts) von Neuenmarkt

Neuenmarkt (oberfränkisch: Naia-marg) ist ein Dorf und eine Gemeinde im oberfränkischen Landkreis Kulmbach in Bayern. Der am Südrand des Frankenwalds gelegene Ort ist ein sogenanntes Eisenbahnerdorf am ehemals bedeutenden Bahnhof Neuenmarkt-Wirsberg.

## Geografie

### Lage
Das Pfarrdorf Neuenmarkt mit seinen Gemeindeteilen liegt in einer flachhügeligen Ebene zwischen dem Weißen Main im Westen und der Schorgast im Nordosten. Die unbebaute Fläche besteht ganz überwiegend aus Acker- und Grünland.

### Gemeindegliederung
Neuenmarkt hat 11 Gemeindeteile (in Klammern ist der Siedlungstyp angegeben):
- Brandhaus (Einöde)
- Eichmühle (Einöde)
- Hegnabrunn (Dorf)
- Lettenhof (Einöde)
- Neuenmarkt (Pfarrdorf)
- Oberlangenroth (Einöde)
- Raasen (Weiler)
- Reutlashof (Weiler)
- Schlömen (Dorf)
- See (Dorf)
- Unterlangenroth (Weiler)

Es gibt auf dem Gemeindegebiet die Gemarkungen Hegnabrunn und Neuenmarkt. Die Gemarkung Neuenmarkt hat eine Fläche von 10,359 km². Sie ist in 1554 Flurstücke aufgeteilt, die eine durchschnittliche Flurstücksfläche von 6666 m² haben. In ihr liegen neben dem namensgebenden Ort die Gemeindeteile Lettenhof, Oberlangenroth, Raasen, Reutlashof, See und Unterlangenroth.

## Geschichte

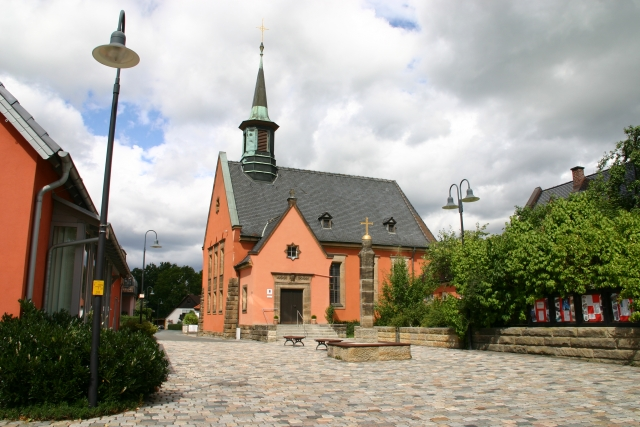
Evangelische Kirche Neuenmarkt

Erstmals urkundlich erwähnt wurden Neuenmarkt und Hegnabrunn jeweils im Jahr 1398. Neuenmarkt hieß bis ins 18. Jahrhundert „Neuenmark“, mit der Bedeutung neue Mark(ung). Die Grafen von Orlamünde und das von ihnen gegründete Kloster Himmelkron waren in beiden Gemeinden reich begütert. Das Amt des Fürstentums Bayreuth lag ab 1500 im Fränkischen Reichskreis.
Gegen Ende des 18. Jahrhunderts bestand Neuenmarkt aus 46 Anwesen. Das Hochgericht übte das bayreuthische Stadtvogteiamt Kulmbach aus. Dieses hatte zugleich die Dorf- und Gemeindeherrschaft. Grundherren waren das Kastenamt Kulmbach (18 Güter, zwei Dreiviertelgüter, ein Zweidrittelgut, fünf Halbgüter, acht Viertelgüter, sieben Sölden, ein Tropfgütlein, ein Wohnhaus mit Zapfenschankgerechtigkeit, zwei Tropfhäuser) und das Rittergut Goldkronach (ein Hof).
Ab 1792 stand das Fürstentum Bayreuth unter preußischer Verwaltung. Neuenmarkt wurde dem Justiz- und Kammeramt Kulmbach (1797–1810) zugeordnet. Mit dem Frieden von Tilsit (1807) fiel das Fürstentum Bayreuth an Frankreich, die preußischen Verwaltungsstrukturen wurden übernommen. 1810 wurde das Fürstentum vom Königreich Bayern gekauft.
Mit dem Gemeindeedikt wurde Neuenmarkt dem 1811 gebildeten Steuerdistrikt Hegnabrunn zugewiesen. 1812 entstand die Ruralgemeinde Neuenmarkt, zu der Lettenhof, Oberlangenroth, Raasen, Reutlashof, See und Unterlangenroth gehörten. Sie war in Verwaltung und Gerichtsbarkeit dem Landgericht Kulmbach und in der Finanzverwaltung dem Rentamt Kulmbach (1919 in Finanzamt Kulmbach umbenannt) zugeordnet. In der freiwilligen Gerichtsbarkeit gehörten einige Anwesen bis 1848 Patrimonialgerichten an, die aus den ehemaligen Rittergütern entstanden waren. Ab 1862 gehörte Neuenmarkt zum Bezirksamt Kulmbach (1939 in Landkreis Kulmbach umbenannt). Die Gerichtsbarkeit blieb beim Landgericht Kulmbach (1880 in Amtsgericht Kulmbach umbenannt). Die Gemeinde hatte ursprünglich eine Fläche von 10,340 km².
Bereits 1848 erhielt Neuenmarkt mit dem Bahnhof Neuenmarkt einen Bahnhof der Ludwig-Süd-Nord-Bahn. Er ist Ausgangspunkt der Eisenbahn-Steilstrecke Schiefe Ebene. Da auf dieser Rampe schwere Züge nachgeschoben werden mussten, entstand in Neuenmarkt ein Bahnbetriebswerk (BW), das bis 1975 in Betrieb war. Seit 1977 dient das BW als Unterkunft für das Deutsche Dampflokomotiv-Museum (DDM).
Gegen Ende des Zweiten Weltkriegs geriet Neuenmarkt ins Visier US-amerikanischer Tiefflieger des Typs Republic P-47 „Thunderbolt“. Kurz vor dem Einmarsch der US-Armee wurde der Ort am 10., 11. und 12. April 1945 mit Bomben und Bordwaffenfeuer belegt. Die Angriffe galten insbesondere den Bahnanlagen. Dabei wurde einer der beiden Ringlokschuppen zerstört.

### Eingemeindungen
Im Zuge der Gebietsreform in Bayern wurde am 1. April 1971 die Gemeinde Hegnabrunn eingegliedert.

### Einwohnerentwicklung
Im Zeitraum 1988 bis 2018 wuchs die Gemeinde von 2736 auf 2946 um 210 Einwohner bzw. um 7,7 %. Am 31. Dezember 2000 hatte Neuenmarkt 3229 Einwohner.
Gemeinde Neuenmarkt
| Jahr      | 1818   | 1840   | 1852   | 1861   | 1867   | 1871   | 1875   | 1880   | 1885   | 1890   | 1895   | 1900   | 1905   | 1910   | 1919   | 1925   | 1933   | 1939   | 1946   | 1950   | 1961   | 1970   | 1987   | 2008   | 2011   | 2015   | 2017   |
| Einwohner | 475    | 550    | 768    | 778    | 847    | 940    | 991    | 948    | 980    | 920    | 1128   | 1306   | 1362   | 1375   | 1218   | 1305   | 1406   | 1360   | 1907   | 1891   | 1623   | 1622   | 2750   | 3077   | 3034   | 3016   | 2969   |
| Häuser    | 84     |        |        |        |        | 106    |        |        | 122    | 127    |        | 134    |        |        |        | 140    |        |        |        | 161    | 210    |        | 637    |        |        | 863    | 868    |
| Quelle    | [ 14 ] | [ 19 ] | [ 19 ] | [ 20 ] | [ 21 ] | [ 22 ] | [ 23 ] | [ 24 ] | [ 25 ] | [ 26 ] | [ 19 ] | [ 27 ] | [ 19 ] | [ 28 ] | [ 19 ] | [ 29 ] | [ 19 ] | [ 19 ] | [ 19 ] | [ 30 ] | [ 15 ] | [ 31 ] | [ 32 ] | [ 33 ] | [ 33 ] | [ 33 ] | [ 33 ] |

Ort Neuenmarkt
| Jahr      | 001809 | 001818 | 001861 | 001871 | 001885 | 001900 | 001925 | 001950 | 001961 | 001970 | 001987 |
| Einwohner | 279    | 292 *  | 541    | 702    | 748    | 1081   | 1081   | 1568   | 1411   | 1427   | 1281   |
| Häuser    |        | 54 *   |        |        | 86     | 101    | 103    | 124    | 170    |        | 262    |
| Quelle    | [ 34 ] | [ 14 ] | [ 20 ] | [ 22 ] | [ 25 ] | [ 27 ] | [ 29 ] | [ 30 ] | [ 15 ] | [ 31 ] | [ 32 ] |

## Politik

### Bürgermeister
Erster Bürgermeister ist seit 2020 Alexander Wunderlich (CSU-Wählergemeinschaft). Vorgänger war seit 1990 Siegfried Decker (Neuenmarkter Gemeinschaft, zuvor SPD/Offene Liste).

### Gemeinderat
Die Gemeinderatswahlen seit 2008 ergaben folgende Stimmenanteile bzw. Sitzverteilungen:
| Partei/Liste              | 2020    | 2020    | 2014  | 2008  |
| Partei/Liste              | %       | Sitze   | Sitze | Sitze |
| ------------------------- | ------- | ------- | ----- | ----- |
| CSU-Wählergemeinschaft    | 35,54   | 6       | 4     | 5     |
| SPD-Offene Liste          | 21,14   | 3       | 4     | 9     |
| Freie Wähler              | 23,04   | 4       | 3     | 2     |
| Neuenmarkter Gemeinschaft | 20,27   | 3       | 5     | –     |
| Wahlbeteiligung           | 69,28 % | 69,28 % |       |       |

### Wappen und Flagge
Wappen
| Wappen von Neuenmarkt | Blasonierung: „Über blauem Schildfuß, darin ein goldenes Flügelrad, in mit roten Herzen bestreutem goldenen Feld ein rot gekrönter, rot bewehrter und rot gezungter schwarzer Löwenrumpf.“ |
| Wappen von Neuenmarkt | Wappenbegründung: Die Gemeinde Neuenmarkt besteht seit 1971 aus den ehemals selbstständigen Gemeinden Neuenmarkt und Hegnabrunn. Der Löwe ist dem Wappen der Grafen von Orlamünde entnommen, die in beiden Gemeinden begütert waren. Das Flügelrad ist ein Symbol für den Eisenbahnverkehr und weist auf die Bedeutung der Gemeinde als Eisenbahnknotenpunkt seit dem 19. Jahrhundert hin. Die Farben Blau und Gold im Schildfuß sind die Farben der Herren von Guttenberg, die einst Grundherren im Gemeindegebiet waren. Neuenmarkt führt das Wappen seit 1986. |

Flagge
Die Gemeindeflagge ist schwarz-gelb-rot.

## Kultur und Sehenswürdigkeiten

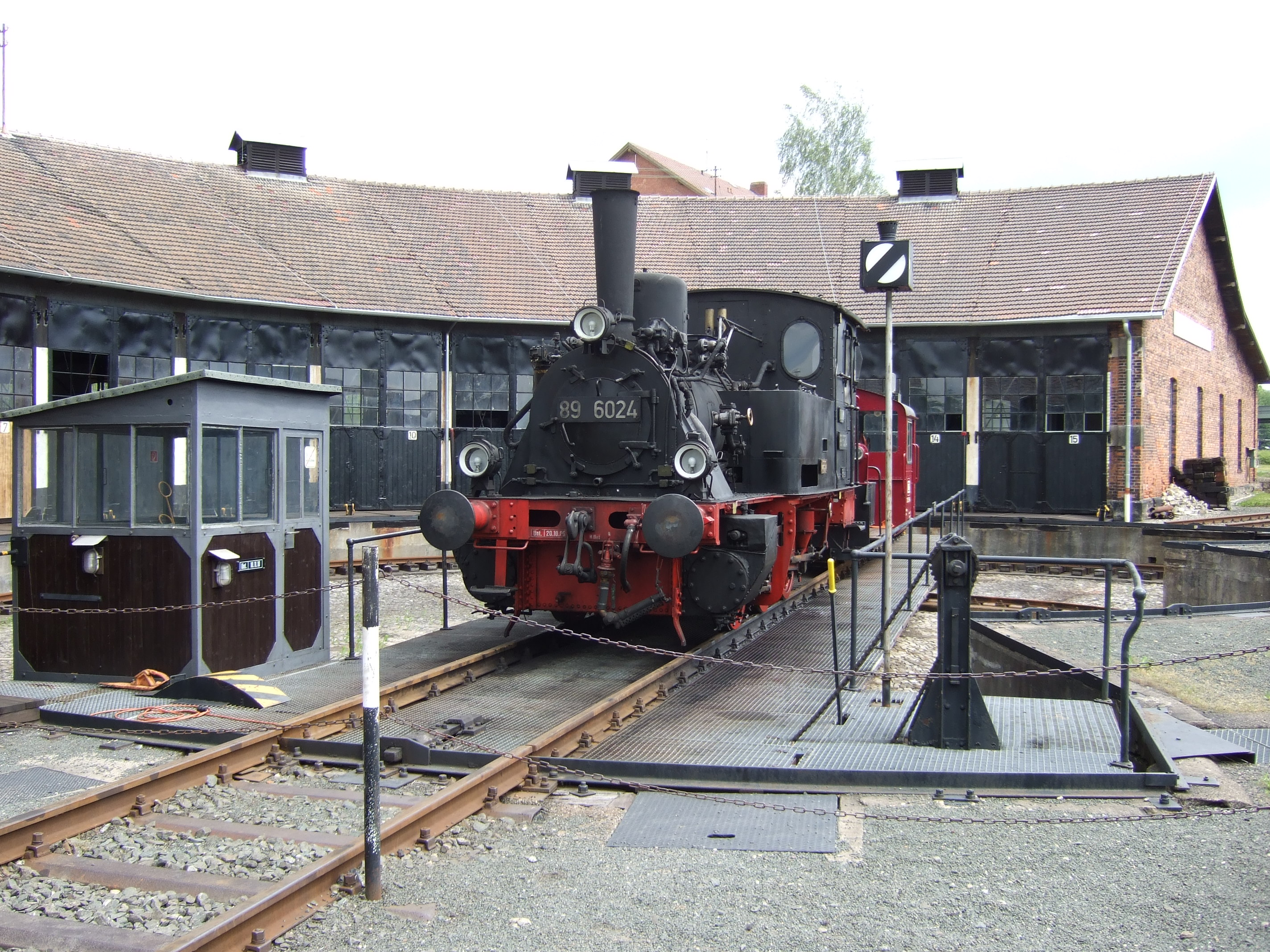
Tenderlokomotive 89 6024 auf der Segmentdrehscheibe vor dem Ringlokschuppen des DDM

In Neuenmarkt befindet sich das Deutsche Dampflokomotiv-Museum (DDM).

## Verkehr

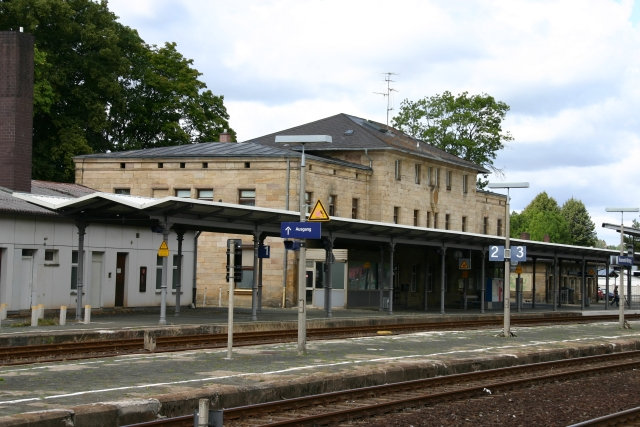
Bahnhof Neuenmarkt-Wirsberg

Die Staatsstraße 2183 führt nach Wirsberg zur Bundesstraße 303 (1,6 km nordöstlich) bzw. über Schlömen nach Trebgast (3,5 km südwestlich). Die Kreisstraße KU 21 zweigt von der St 2183 ab und führt über Hegnabrunn und See nach Fölschnitz zur Staatsstraße 2182 (5 km nordwestlich).
Im Gemeindegebiet liegt der Bahnhof Neuenmarkt-Wirsberg an der Bahnstrecke Bamberg–Hof, am Fuß der Steilstrecke Schiefe Ebene. Er ist zudem Endpunkt der Bahnstrecke Bayreuth–Neuenmarkt-Wirsberg. Es verkehren Züge der Relationen Lichtenfels–Bayreuth und Lichtenfels–Hof. Die Schlömener Kurve südöstlich des Bahnhofs Neuenmarkt ermöglicht seit dem 18. Juni 2000 Direktfahrten der Relation Bayreuth–Hof ohne Halt und Fahrtrichtungswechsel im Bahnhof Neuenmarkt-Wirsberg.

## Sonstiges
In Neuenmarkt lag die evangelische Mädchenerziehungsanstalt Ruth, die von Diakonissen des Mutterhauses Hensoltshöhe in Gunzenhausen betrieben wurde. Die dort untergebrachten Mädchen wurden in den 1950er und 1960er Jahren brutal behandelt. Mit Ausnahme des sonntäglichen Gangs zum Gottesdienst waren sie 24 Stunden am Tag im Haus eingeschlossen und es war ihnen verboten, miteinander zu reden. Frühmorgens mussten sie auf Knien den Boden schrubben, bis er glänzte, tagsüber für Firmen aus der Region nähen. Sie wurden geschlagen und bei Fluchtversuchen von der Polizei zurückgebracht; ihren künftigen Beruf frei zu wählen war ihnen nicht erlaubt.
Für ehemalige Heimkinder wurde 2012 beim Zentrum Bayern Familie und Soziales (ZBFS) eine zentrale Anlauf- und Beratungsstelle eingerichtet. Zur Milderung heute noch bestehender Folgen der Heimerziehung wurde 2009 die Gründung eines Fonds angeregt, in dessen Beirat auch eine der früheren Insassinnen des Hauses Ruth bestellt wurde.

## Söhne und Töchter der Stadt
- Theodor Joedicke (1899–1996), Generalstabsarzt der Bundeswehr
- Hans Pausch (Staatssekretär) (1908–1991), Ingenieur und Staatssekretär